# Cupa Campionilor Europeni 1989-1990
Cupa Campionilor Europeni în sezonul 1989-1990 a fost câștigată de AC Milan, care a învins în finală formația Benfica.

## Prima rundă
| Echipa 1         | Scor gen. | Echipa 2              | Tur | Retur |
| ---------------- | --------- | --------------------- | --- | ----- |
| Malmö FF         | 2–1       | Internazionale        | 1–0 | 1–1   |
| Rosenborg        | 0–5       | KV Mechelen           | 0–0 | 0–5   |
| Milan            | 5–0       | HJK Helsinki          | 4–0 | 1–0   |
| Spora Luxembourg | 0–9       | Real Madrid           | 0–3 | 0–6   |
| Rangers          | 1–3       | Bayern München        | 1–3 | 0–0   |
| Sliema Wanderers | 1–5       | 17 Nëntori Tirana     | 1–0 | 0–5   |
| Steaua București | 5–0       | Fram                  | 4–0 | 1–0   |
| PSV Eindhoven    | 5–0       | Lucerna               | 3–0 | 2–0   |
| Sparta Praga     | 5–2       | Fenerbahçe            | 3–1 | 2–1   |
| Ruch Chorzów     | 2–6       | ȚSKA Sofia            | 1–1 | 1–5   |
| Marseille        | 4–1       | Brøndby               | 3–0 | 1–1   |
| Dynamo Dresda    | 4–5       | AEK Atena             | 1–0 | 3–5   |
| Budapesta Honvéd | 2–2       | Vojvodina             | 1–0 | 1–2   |
| Derry City       | 1–6       | Benfica               | 1–2 | 0–4   |
| Linfield         | 1–3       | Dnipro Dnipropetrovsk | 1–2 | 0–1   |
| Swarovski Tirol  | 9–2       | Omonia                | 6–0 | 3–2   |

### Prima manșă
| Malmö FF    | 1–0     | Internazionale |
| ----------- | ------- | -------------- |
| Lindman 74' | Detalii |                |

| Rosenborg | 0–0     | KV Mechelen |
| --------- | ------- | ----------- |
|           | Detalii |             |

| Milan                                 | 4–0     | HJK Helsinki |
| ------------------------------------- | ------- | ------------ |
| Stroppa 5' Massaro 38', 70' Evani 81' | Detalii |              |

| Spora Luxembourg | 0–3     | Real Madrid                           |
| ---------------- | ------- | ------------------------------------- |
|                  | Detalii | Butragueño 24' Míchel 66' (pen.), 70' |

| Rangers            | 1–3     | Bayern München                           |
| ------------------ | ------- | ---------------------------------------- |
| Walters 26' (pen.) | Detalii | Kögl 28' Thon 46' (pen.) Augenthaler 66' |

| Sliema Wanderers | 1–0     | 17 Nëntori Tirana |
| ---------------- | ------- | ----------------- |
| Walker 59'       | Detalii |                   |

| Steaua București                                    | 4–0     | Fram |
| --------------------------------------------------- | ------- | ---- |
| Petrescu 30' Hagi 41' (pen.) Balint 83' Muzsnay 86' | Detalii |      |

| PSV Eindhoven                     | 3–0     | Lucerna |
| --------------------------------- | ------- | ------- |
| Kieft 4' Ellerman 54' Romário 81' | Detalii |         |

| AC Sparta Praga                  | 3–1     | Fenerbahçe  |
| -------------------------------- | ------- | ----------- |
| Cabala 57' Bílek 74' (pen.), 78' | Detalii | Tecimer 19' |

| Ruch Chorzów | 1–1     | ȚSKA Sofia |
| ------------ | ------- | ---------- |
| Szewczyk 43' | Detalii | Penev 18'  |

| Marseille                           | 3–0     | Brøndby |
| ----------------------------------- | ------- | ------- |
| Sauzée 62' Papin 67' Vercruysse 81' | Detalii |         |

| Dynamo Dresda | 1–0     | AEK Atena |
| ------------- | ------- | --------- |
| Lieberam 75'  | Detalii |           |

| Budapesta Honvéd | 1–0     | Vojvodina |
| ---------------- | ------- | --------- |
| Fodor 55'        | Detalii |           |

| Derry City  | 1–2     | Benfica               |
| ----------- | ------- | --------------------- |
| Carlyle 73' | Detalii | Thern 59' Ricardo 64' |

| Linfield          | 1–2     | Dnipro Dnipropetrovsk |
| ----------------- | ------- | --------------------- |
| Mooney 88' (pen.) | Detalii | Kudrytsky 9', 53'     |

| Swarovski Tirol                                                            | 6–0     | Omonia |
| -------------------------------------------------------------------------- | ------- | ------ |
| Peischl 8' Müller 11' (pen.) Westerthaler 58' Pacult 72', 75' Hörtnagl 80' | Detalii |        |

### A doua manșă
| Internazionale | 1–1     | Malmö FF     |
| -------------- | ------- | ------------ |
| Serena 70'     | Detalii | Engqvist 80' |

Malmö FF s-a calificat cu scorul general de 2–1.
| KV Mechelen                                  | 5–0     | Rosenborg |
| -------------------------------------------- | ------- | --------- |
| Bosman 15', 55' Ohana 56', 78' Severeyns 87' | Detalii |           |

KV Mechelen s-a calificat cu scorul general de 5–0.
| HJK Helsinki | 0–1     | Milan         |
| ------------ | ------- | ------------- |
|              | Detalii | Borgonovo 29' |

Milan s-a calificat cu scorul general de 5–0.
| Real Madrid                                                                         | 6–0     | Spora Luxembourg |
| ----------------------------------------------------------------------------------- | ------- | ---------------- |
| Sánchez 31' Gutiérrez 36' Kremer 45' (o.g.) Losada 53' J. Llorente 60' Tendillo 88' | Detalii |                  |

Real Madrid s-a calificat cu scorul general de 9–0.
| Bayern München | 0–0     | Rangers |
| -------------- | ------- | ------- |
|                | Detalii |         |

Bayern München s-a calificat cu scorul general de 3–1.
| 17 Nëntori Tirana                                  | 5–0     | Sliema Wanderers |
| -------------------------------------------------- | ------- | ---------------- |
| Kola 29', 34' (pen.) Bardhi 39' Hodja 51' Riza 56' | Detalii |                  |

Nëntori Tirana s-a calificat cu scorul general de 5–1.
| Fram | 0–1     | Steaua București |
| ---- | ------- | ---------------- |
|      | Detalii | Negrău 59'       |

Steaua București s-a calificat cu scorul general de 5–0.
| Lucerna | 0–2     | PSV Eindhoven    |
| ------- | ------- | ---------------- |
|         | Detalii | Romário 25', 32' |

PSV Eindhoven s-a calificat cu scorul general de 5–0.
| Fenerbahçe | 1–2     | AC Sparta Praga     |
| ---------- | ------- | ------------------- |
| Çetin 83'  | Detalii | Hašek 41' Novák 90' |

Sparta Praga s-a calificat cu scorul general de 5–2.
| ȚSKA Sofia                                          | 5–1     | Ruch Chorzów |
| --------------------------------------------------- | ------- | ------------ |
| Georgiev 20', 49' Bakalov 25' Penev 80' Vitanov 90' | Detalii | Warzycha 87' |

ȚSKA Sofia s-a calificat cu scorul general de 6–2.
| Brøndby   | 1–1     | Marseille |
| --------- | ------- | --------- |
| Olsen 54' | Detalii | Papin 64' |

Marseille s-a calificat cu scorul general de 4–1.
| AEK Atena                                                           | 5–3     | Dynamo Dresda                       |
| ------------------------------------------------------------------- | ------- | ----------------------------------- |
| Teuber 27' (o.g.) Okoński 33' (pen.) Savvidis 37', 60' Savevski 82' | Detalii | Gutschow 10' Lieberam 63' Minge 85' |

AEK Atena s-a calificat cu scorul general de 5–4.
| Vojvodina                 | 2–1     | Budapesta Honvéd  |
| ------------------------- | ------- | ----------------- |
| Mihajlović 26' Tanjga 47' | Detalii | Gaćeša 74' (o.g.) |

Budapesta Honvéd 2–2 Vojvodina . Budapesta Honvéd s-a calificat cu scorul general de datorită golului marcat în deplasare.
| Benfica                                       | 4–0     | Derry City |
| --------------------------------------------- | ------- | ---------- |
| Magnusson 32' Vata 61' Ricardo 69' Aldair 80' | Detalii |            |

Benfica s-a calificat cu scorul general de 6–1.
| Dnipro Dnipropetrovsk | 1–0     | Linfield |
| --------------------- | ------- | -------- |
| Son 7'                | Detalii |          |

Dnipro Dnipropetrovsk s-a calificat cu scorul general de 3–1.
| Omonia                    | 2–3     | Swarovski Tirol                      |
| ------------------------- | ------- | ------------------------------------ |
| Xiouroupas 10' Iatrou 60' | Detalii | Baur 48' Westerthaler 85' Pacult 90' |

Swarovski Tirol s-a calificat cu scorul general de 9–2.

## A doua rundă
| Echipa 1              | Scor gen. | Echipa 2          | Tur | Retur |
| --------------------- | --------- | ----------------- | --- | ----- |
| Malmö FF              | 1–4       | KV Mechelen       | 0–0 | 1–4   |
| Milan                 | 2–1       | Real Madrid       | 2–0 | 0–1   |
| Bayern München        | 6–1       | 17 Nëntori Tirana | 3–1 | 3–0   |
| Steaua București      | 2–5       | PSV Eindhoven     | 1–0 | 1–5   |
| Sparta Praga          | 2–5       | ȚSKA Sofia        | 2–2 | 0–3   |
| Marseille             | 3–1       | AEK Atena         | 2–0 | 1–1   |
| Budapesta Honvéd      | 0–9       | Benfica           | 0–2 | 0–7   |
| Dnipro Dnipropetrovsk | 4–2       | Swarovski Tirol   | 2–0 | 2–2   |

### Prima manșă
| Malmö FF | 0–0     | KV Mechelen |
| -------- | ------- | ----------- |
|          | Detalii |             |

| Milan                             | 2–0     | Real Madrid |
| --------------------------------- | ------- | ----------- |
| Rijkaard 9' van Basten 14' (pen.) | Detalii |             |

| Bayern München                      | 3–1     | 17 Nëntori Tirana |
| ----------------------------------- | ------- | ----------------- |
| Kögl 16' (pen.) Mihajlović 26', 64' | Detalii | Minga 30'         |

| Steaua București | 1–0     | PSV Eindhoven |
| ---------------- | ------- | ------------- |
| Lăcătuș 18'      | Detalii |               |

| AC Sparta Praga               | 2–2     | ȚSKA Sofia                   |
| ----------------------------- | ------- | ---------------------------- |
| Bílek 75' (pen.) Skuhravý 84' | Detalii | Stoichkov 13' Kostadinov 57' |

This game was Sparta forced to play at least 300 km from Praga due to a UEFA ban resulting from the incidents in the 13 septembrie 1989 game in the previous round of the European Cup between Sparta and Fenerbahce.
| Marseille                    | 2–0     | AEK Atena |
| ---------------------------- | ------- | --------- |
| Papin 55' Manolas 80' (o.g.) | Detalii |           |

| Budapesta Honvéd | 0–2     | Benfica                      |
| ---------------- | ------- | ---------------------------- |
|                  | Detalii | Pacheco 32' (pen.) Valdo 86' |

| Dnipro Dnipropetrovsk | 2–0     | Swarovski Tirol |
| --------------------- | ------- | --------------- |
| Yudin 37' Son 68'     | Detalii |                 |

### A doua manșă
| KV Mechelen                               | 4–1     | Malmö FF    |
| ----------------------------------------- | ------- | ----------- |
| De Wilde 18', 20' Bosman 46' Versavel 56' | Detalii | Lindman 59' |

KV Mechelen s-a calificat cu scorul general de 4–1.
| Real Madrid    | 1–0     | Milan |
| -------------- | ------- | ----- |
| Butragueño 45' | Detalii |       |

Milan s-a calificat cu scorul general de 2–1.
| 17 Nëntori Tirana | 0–3     | Bayern München                       |
| ----------------- | ------- | ------------------------------------ |
|                   | Detalii | Strunz 45' Grahammer 47' Dorfner 89' |

Bayern München s-a calificat cu scorul general de 6–1.
| PSV Eindhoven                           | 5–1     | Steaua București |
| --------------------------------------- | ------- | ---------------- |
| Ellerman 21', 64' Romário 47', 49', 86' | Detalii | Lăcătuș 17'      |

PSV Eindhoven s-a calificat cu scorul general de 5–2.
| ȚSKA Sofia                               | 3–0     | AC Sparta Praga |
| ---------------------------------------- | ------- | --------------- |
| Stoichkov 45', 89' (pen.) Kostadinov 84' | Detalii |                 |

ȚSKA Sofia s-a calificat cu scorul general de 5–2.
| AEK Atena           | 1–1     | Marseille |
| ------------------- | ------- | --------- |
| Savevski 78' (pen.) | Detalii | Papin 84' |

Marseille s-a calificat cu scorul general de 3–1.
| Benfica                                                               | 7–0     | Budapesta Honvéd |
| --------------------------------------------------------------------- | ------- | ---------------- |
| César Brito 15', 42' Abel Campos 36' Vata 62', 64' Magnusson 86', 89' | Detalii |                  |

Benfica s-a calificat cu scorul general de 9–0.
| Swarovski Tirol             | 2–2     | Dnipro Dripropetrovsk |
| --------------------------- | ------- | --------------------- |
| Westerthaler 30' Pacult 77' | Detalii | Son 5' Lyutyi 80'     |

Dnipro Dnipropetrovsk s-a calificat cu scorul general de 4–2.

## Sferturi
| Echipa 1       | Scor gen. | Echipa 2              | Tur | Retur     |
| -------------- | --------- | --------------------- | --- | --------- |
| KV Mechelen    | 0–2       | Milan                 | 0–0 | 0–2 (aet) |
| Bayern München | 3–1       | PSV Eindhoven         | 2–1 | 1–0       |
| ȚSKA Sofia     | 1–4       | Marseille             | 0–1 | 1–3       |
| Benfica        | 4–0       | Dnipro Dnipropetrovsk | 1–0 | 3–0       |

### Prima manșă
| KV Mechelen | 0–0     | Milan |
| ----------- | ------- | ----- |
|             | Detalii |       |

| Bayern München              | 2–1     | PSV Eindhoven |
| --------------------------- | ------- | ------------- |
| Wohlfarth 75' Grahammer 85' | Detalii | Povlsen 77'   |

| ȚSKA Sofia | 0–1     | Marseille |
| ---------- | ------- | --------- |
|            | Detalii | Thys 85'  |

| Benfica             | 1–0     | Dnipro Dnipropetrovsk |
| ------------------- | ------- | --------------------- |
| Magnusson 7' (pen.) | Detalii |                       |

### A doua manșă
| Milan                       | 2–0     | KV Mechelen |
| --------------------------- | ------- | ----------- |
| van Basten 106' Simone 117' | Detalii |             |

Milan s-a calificat cu scorul general de 2–0.
| PSV Eindhoven | 0–1     | Bayern München    |
| ------------- | ------- | ----------------- |
|               | Detalii | Gerets 90' (o.g.) |

Bayern München s-a calificat cu scorul general de 3–1.
| Marseille                       | 3–1     | ȚSKA Sofia |
| ------------------------------- | ------- | ---------- |
| Waddle 25' Papin 28' Sauzée 72' | Detalii | Urukov 84' |

Marseille s-a calificat cu scorul general de 4–1.
| Dnipro Dnipropetrovsk | 0–3     | Benfica                   |
| --------------------- | ------- | ------------------------- |
|                       | Detalii | Lima 55', 60' Ricardo 86' |

Benfica s-a calificat cu scorul general de 4–0.

## Semifinale
| Echipa 1  | Scor gen. | Echipa 2       | Tur | Retur     |
| --------- | --------- | -------------- | --- | --------- |
| Milan     | 2–2 (a)   | Bayern München | 1–0 | 1–2 (aet) |
| Marseille | 2–2 (a)   | Benfica        | 2–1 | 0–1       |

### Prima manșă
| Marseille            | 2–1     | Benfica  |
| -------------------- | ------- | -------- |
| Sauzée 13' Papin 44' | Detalii | Lima 10' |

| Milan                 | 1–0     | Bayern München |
| --------------------- | ------- | -------------- |
| van Basten 77' (pen.) | Detalii |                |

### A doua manșă
| Benfica  | 1–0     | Marseille |
| -------- | ------- | --------- |
| Vata 82' | Detalii |           |

Marseille 2–2 Benfica . Benfica s-a calificat cu scorul general de datorită golului marcat în deplasare.
| Bayern München           | 2–1     | Milan          |
| ------------------------ | ------- | -------------- |
| Strunz 59' McInally 106' | Detalii | Borgonovo 100' |

Milan 2–2 Bayern München . Milan s-a calificat cu scorul general de datorită golului marcat în deplasare.

## Finala
| Milan        | 1–0                 | Benfica |
| ------------ | ------------------- | ------- |
| Rijkaard 68' | Detalii MatchCentre |         |

## Golgheteri
Golgheterii sezonului de Cupa Campionilor Europeni 1989–90 sunt:
| Loc | Nume                   | Echipă                | Goluri |
| --- | ---------------------- | --------------------- | ------ |
| 1   | Jean-Pierre Papin      | Olympique Marseille   | 6      |
| 1   | Romário                | PSV Eindhoven         | 6      |
| 3   | Mats Magnusson         | Benfica               | 4      |
| 3   | Peter Pacult           | Swarovski Tirol       | 4      |
| 3   | Vata                   | Benfica               | 4      |
| 6   | John Bosman            | KV Mechelen           | 3      |
| 6   | Juul Ellerman          | PSV Eindhoven         | 3      |
| 6   | Lima                   | Benfica               | 3      |
| 6   | Ricardo Gomes          | Benfica               | 3      |
| 6   | Franck Sauzée          | Olympique Marseille   | 3      |
| 6   | Eduard Son             | Dnipro Dnipropetrovsk | 3      |
| 6   | Hristo Stoitchkov      | ȚSKA Sofia            | 3      |
| 6   | Marco van Basten       | Milan                 | 3      |
| 6   | Christoph Westerthaler | Swarovski Tirol       | 3      |